# Marco Antonio Zago
Marco Antonio Zago (Birigui, 1 de novembro de 1946) é um médico, pesquisador e professor universitário brasileiro. Figura proeminente nas ciências médicas na área das doenças hereditárias, Zago é professor emérito da Faculdade de Medicina de Ribeirão Preto da Universidade de São Paulo. Foi escolhido em 2014 pelo governador do estado de São Paulo, Geraldo Alckimin, para o posto de reitor da Universidade de São Paulo, com mandato até 2018.
Membro da Academia Brasileira de Ciências e Comendador e Grande oficial da Ordem Nacional do Mérito Científico, foi presidente do Conselho Nacional de Desenvolvimento Científico e Tecnológico (CNPq). Recebeu o Prêmio Octavio Frias de Oliveira de Personalidade de Destaque em Oncologia.
Em abril de 2018 foi escolhido pelo governador de São Paulo, Márcio França, para o posto de secretário de Saúde do estado de São Paulo, tomando posse em 24 de abril. Em setembro do mesmo ano, foi nomeado presidente da Fundação de Amparo à Pesquisa do Estado de São Paulo (FAPESP) pelo mesmo governador.

## Biografia
Zago nasceu no interior paulista, na cidade de Birigui, em 1946. Ingressou na Faculdade de Medicina de Ribeirão Preto da Universidade de São Paulo, em 1965. Graduou-se em 1970, partindo para a residência médica. Em 1973 defendeu mestrado e em 1975 o doutorado em clínica médica pela mesma instituição. Foi tanto pesquisador quanto médico ao longo da carreira.
Foi diretor clínico do Hospital das Clínicas e diretor científico do Hemocentro, ambos de Ribeirão Preto. Em 2007 presidiu o Conselho de Desenvolvimento Científico e Tecnológico (CNPq) e criou os Institutos Nacionais de Ciência e Tecnologia (INCTs), em uma tentativa de mudar o modelo de produção científica do país.

## Pesquisa
Como pesquisador, Zago contribuiu para o estudo da anemia falciforme e da talassemia. Trabalhou para estabelecer métodos de diagnósticos e de tratamento mais efetivos para essas doenças. Estudou a genética de populações e demonstrou de quais regiões da África vieram os escravizados trazidos para o Brasil. Particiopou de estudos em genômica ao trabalhar no sequenciamento da bactéria Xylella fastidiosa e no genoma do câncer. Nos últimos anos concentrou seus esforços em estudar células-tronco.
Um dos primeiros pesquisadores a utilizar métodos de análise direta de DNA para diagnóstico médico e para estudos de genética populacional humana no Brasil. Seu interesse inicial era nos defeitos hereditários das hemoglobinas, tendo demonstrado que o grau de produção residual de hemoglobina fetal em adultos é determinado geneticamente, cujas bases moleculares são complexas e têm grande relevância no tratamento das anemias hereditárias.
Pela primeira vez no Brasil, Zago identificou e descreveu características genéticas, clínicas e bioquímicas de numerosos defeitos estruturais das hemoglobinas e de variantes de talassemias. Descreveu uma mutação de ponto no região promotora do gene de globina gama, responsável pela “forma brasileira” de persistência hereditária de hemoglobina fetal.
Seu grupo de pesquisa identificou alterações moleculares responsáveis pelas hemofilias e a mutação do gene do LDL-r responsável pela maior parte dos casos de hipercolesterolemia familiar no Brasil. Mais recentemente, tem feito estudos sobre a contribuição de mecanismos genéticos às tromboses, incluindo o papel de mutações de numerosos genes, relacionados ou não com o sistema de coagulação.
Com base em marcadores de DNA ligados ao gene da anemia falciforme, Zago e seu grupo de pesquisa demonstraram que a população negra brasileira é de origem predominantemente banto, com menor contribuição de origem do Benim com uma escassa contribuição da Senegâmbia. Os dados mostram, além do interesse antropológico, que a população negra brasileira é muito diversa daquela de outras regiões da América, com implicações para a genética médica e para compreensão de doenças de fundo hereditário.
Em 26 de abril, a Congregação da Faculdade de Medicina de Ribeirão Preto da Universidade de São Paulo (FMRP-USP) lhe concedeu o título de Professor Emérito, passando a integrar a lista de 11 docentes da instituição com o mesmo título.